# أناتولي فيرسوف
أناتولي فيرسوف (Anatoli Firsov) (الروسية: Анато́лий Васи́льевич Фи́рсов) هو لاعب أولمبي لرياضة هوكي الجليد من الاتحاد السوفيتي. شارك في الأولمبياد الشتوي في 1964–1972، وفاز بما مجموعه 3 ميداليات.

## الميداليات
| ذهب | فضة | برونز | المجموع |
| 3   | 0   | 0     | 3       |

## روابط خارجية
- أناتولي فيرسوف على موقع EliteProspects.com (الإنجليزية)
- أناتولي فيرسوف على موقع Eurohockey.com (الإنجليزية)
- أناتولي فيرسوف على موقع HockeyDB.com (الإنجليزية)
- أناتولي فيرسوف على موقع اللجنة الأولمبية الدولية (الإنجليزية)
- أناتولي فيرسوف على موقع أوليمبيديا (الإنجليزية)